# Romances from al-Ándalus
Romances from al-Ándalus es el sexto disco del grupo español de folk metal Saurom, lanzado en 2008 exclusivamente en los Estados Unidos. El disco está basado en la literatura y la cultura andaluzas. Se trata de una reedición en inglés de su álbum anterior, Once romances desde al-Ándalus.

## Lista de canciones
| N.º | Título                                                                 | Duración |  |
| 1.  | «Far From The Sea Of Roses.» (Lejos del mar de Rosas.)                 | 5:21     |  |
| 2.  | «The Labyrinth of the Secret.» (El laberinto de los secretos.)         | 3:39     |  |
| 3.  | «Wallada the Omeya.» (Wallada la omeya)                                | 4:38     |  |
| 4.  | «In The Abyss.» (En el abismo.)                                        | 5:32     |  |
| 5.  | «The Mount Of The Souls» (El monte de las ánimas versión Instrumental) | 5:40     |  |

## Integrantes de Saurom
- Miguel Ángel Franco Migue: voz
- Antonio Ruiz Donovan: batería
- Raúl Rueda Raulito: guitarra
- José A. Gallardo Josele: bajo
- Santiago L. Carrasco Santi: teclado
- Narci Lara Márquez el Juglar: guitarra, coros, gaita y flauta

- Datos: Q6111399